# The Classic Roy Orbison
The Classic Roy Orbison è un album in studio del cantautore e chitarrista statunitense Roy Orbison, pubblicato nel luglio 1966.

## Tracce
Tutti i brani sono di Roy Orbison e Bill Dees, eccetto dove indicato.
Side 1
1. You'll Never Be Sixteen Again – 2:50
2. Pantomime – 2:53
3. Twinkle Toes – 2:37
4. Losing You – 2:43
5. City Life – 2:47
6. Wait – 2:17

Side 2
1. Growing Up – 2:46
2. Where Is Tomorrow – 2:45
3. (No) I'll Never Get Over You (Orbison) – 2:10
4. Going Back to Gloria – 2:46
5. Just Another Name for Rock and Roll (Bill Dees) – 2:09
6. Never Love Again (Rusty Kershaw, Doug Kershaw) – 2:10